# Тарховка
Та́рховка (фин. Seppälänkylä, Сеппялянкюля — «деревня кузнеца») — исторический район в городе Сестрорецке Курортного района Санкт-Петербурга. Расположен между Приморским шоссе и озером Сестрорецкий Разлив.

## История
В ходе археологических раскопок в Тарховке (на восточном берегу Сестрорецкого Разлива) были обнаружены стоянки первобытного человека.

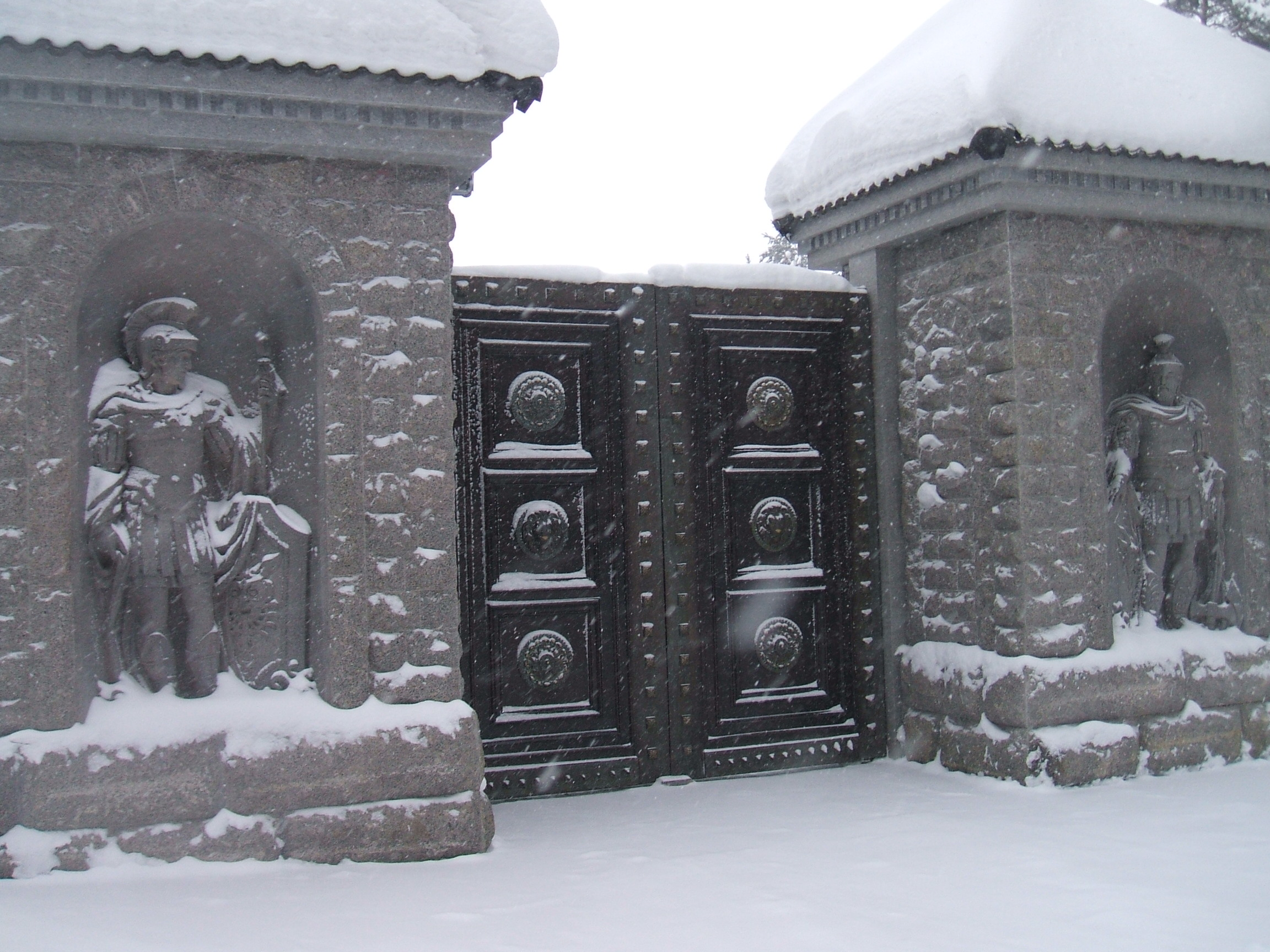
База отдыха трудящихся на берегу Сестрорецкого Разлива

После открытия в конце XIX века Приморской железной дороги местность охватил дачный бум. Некоторые старинные дачи, представляющие собой шедевры загородной архитектуры, сохранились в Тарховке и других посёлках Курортного района до сих пор.

В 1899 году в посёлке Тарховка было создано Общество содействия благоустройству, которое решало вопросы и землепользования. В отчёте за 1913 год отмечены вопросы: «О прирезке к церковному участку Тарховской церкви от соседнего парка полосы шириною в 5 погонных сажен около 290 квадратных сажен для постройки жилых помещений и служб»,… утверждена составленная Жуковым К. Д. программа занятий в детском саду на 1913 год… Члены комитета общества Бабенко И. Ф. и Суворова Б. А. выразили просьбу, о скорейшем устройстве дорожки к станции «Разлив» от выхода из 2-го парка… Федотьева М. Н. пожелала скорейше починить часть первого шоссе против дачи Авенариуса и на подъём у Патриотической школы…Комитет общества содействия в дачной местности председателем, которого был избран отставной генерал-майор Жуков К, а секретарём Лукосяк Е. заботились об организации отдыха. "Так 27 мая за № 16 в представлении СПб губернатора о воспрещении торговли крепкими напитками в пансионатах — гостиницах близ станции Тарховка в виду постоянных жалоб дачевладельцев и дачников на безобразия и скандалы, которые творят сестрорецкие обыватели, возвращаясь из этого пансионата в 2 — 3 часа ночи в пьяном виде по посёлку Тарховка и ломая по пути палисады дач, скамейки, столбы с вывесками нашего Общества и железной дороги. 27 июня за № 30 перед Сестрорецким сельским старостой о принятии со стороны Сестрорецкого сельского Общества надлежащих мер, чтобы дети рабочих не портили ограды наших общественных парков в посёлке Тарховка и не играли в парках в футбол в виду опасности для гуляющих в них детей дачевладельцев и дачников. 15 сентября за № 57 перед начальником Выборгского отделения СПб Жандармского Управления Финляндских железных дорог, полковника Старова о назначении на станцию Разлив Приморской железной дороги одного постоянного жандарма для наблюдения за порядком в виду того, что молодёжь рабочего посёлка Разлив постоянно учиняет на станции шум, драки, пристают к присутствующим, сквернословят. Почётными членами общества были: Тайный Советник Кульбицкий А. Ф., Действительный Статский Советник Федотов Николай Тихонович. Всего в совете было 48 человек.

Более подробно история строительства и купля-продажа дачных участков по архивным документам представлена в книге-справочнике.
Во многих дачах в советские годы были обустроены летние детские сады и пионерские лагеря.
Вокзал станции (закрытый в XXI веке) представляет собой перенесённую из Лисьего Носа церковь Александра Невского.